# 名古屋市立八幡中学校
名古屋市立八幡中学校（なごやしりつ やわたちゅうがっこう）は、愛知県名古屋市中川区元中野町二丁目にある市立中学校。

## 歴史
1948年（昭和23年）4月15日に名古屋市立八幡中学校として設立される。当時は名古屋市立八幡小学校において授業を行い、独立校舎を同区八島町にもったのは翌年9月になってからであった。
1969年（昭和44年）9月1日には、従来の校地が学区外になったことにより元中野町にあった八幡小学校分校跡の新校舎に移転を果たしている。従来の校地には名古屋市露橋スポーツセンターが1982年（昭和57年）に開館した。

## 生徒活動
- 全国中学・高校ディベート選手権（ディベート甲子園）では過去、第3位に入賞したことがある。

## アクセス
- 名古屋駅バスターミナルより市バス名駅19号系統「港区役所」行きで「牛立町」下車。

## 主な出身者
- 山本保